# Ralf Michelfelder
Ralf Michelfelder (* 12. Juli 1960) ist ein ehemaliger deutscher Polizist und ehemals Präsident des Landeskriminalamts Baden-Württemberg.

## Leben
Ralf Michelfelder begann seine Karriere in der Polizei Baden-Württemberg im Jahr 1981 nach dem Abitur in seiner Heimatstadt Backnang / Baden-Württemberg. Nach seiner Ausbildung begann er seine Laufbahn im Streifendienst des Polizeireviers Waiblingen und wechselte später zur Kriminalpolizei. 1990 schloss er als Jahrgangsbester das Studium zum Diplom-Verwaltungswirt (FH) an der Hochschule für Polizei Baden-Württemberg in Villingen-Schwenningen ab und stieg in den gehobenen Polizeivollzugsdienst auf.
Im Jahr 1995 beendete er seinen Masterstudiengang „Öffentliche Verwaltung – Polizeimanagement“ an der Deutschen Hochschule der Polizei in Münster/Westfalen und wechselte in den höheren Polizeivollzugsdienst der Polizei Baden-Württemberg. In den Jahren zwischen 1995 und 1999 war er Leiter der Inspektion 520 (Operative Aufgaben) des Landeskriminalamts Baden-Württemberg. Von 1999 bis zum Jahr 2005 leitete er im Innenministerium das Referat 32 und war stellvertretender Landeskriminaldirektor. In dieser Zeit leitete er diverse Unterstützungsprogramme der EU zur Heranführung von EU-Kandidatenländern an die Schengen-Acquis, die Rechtsnormen der EU. 2005 wurde er jüngster Leiter einer baden-württembergischen Polizeidirektion und leitete die Polizeidirektion in Waiblingen bis zum Jahr 2014. In dieser Zeit (2014–2015) war er auch Mitglied der Enquete-Kommission „Konsequenzen aus der Mordserie des Nationalsozialistischen Untergrunds (NSU) / Entwicklung des Rechtsextremismus in Baden-Württemberg – Handlungsempfehlungen für den Landtag und die Zivilgesellschaft“.
Im Rahmen der Umsetzung der Polizeireform in Baden-Württemberg wurde ihm der Aufbau des neuen Polizeipräsidiums Aalen (Ostalbkreis, Rems-Murr-Kreis, Kreis Schwäbisch Hall) übertragen, zu dessen Polizeipräsident er am 1. Januar 2014 ernannt wurde. Am 15. August 2015 wurde er als Nachfolger von Dieter Schneider zum Präsidenten des Landeskriminalamts Baden-Württemberg ernannt.
Zum 1. Mai 2021 trat er in den Ruhestand. Seine Nachfolge übernahm Andreas Stenger.

## Wirken
Zu seinen spektakulärsten Einsätzen gehörte der Amoklauf von Winnenden am 11. März 2009, bei dem ein 17-jähriger Schüler 15 Menschen, darunter 9 Schülerinnen und Schüler, erschoss. Hier musste er über 800 Polizisten koordinieren. Im selben Jahr leitete er die Razzia im Pussy Club, einem Flatratebordell in Fellbach, dessen Betreiber wegen Menschenhandel zu mehrjährigen Haftstrafen verurteilt wurden. Zudem war Michelfelder Einsatzleiter bei der Brandkatastrophe in Backnang. Bei dem verheerenden Flächenbrand waren 2013 eine 40-jährige Mutter und sieben ihrer zehn Kinder gestorben.
Angesichts des Mordes an einer 19-jährigen Studentin in Freiburg im Herbst 2016 forderte Michelfelder die Ausweitung von DNA-Analysen.